# Paul-Émile Victor
Paul-Émile Victor (Genebra, 28 de junho de 1907 – Bora Bora, 7 de março de 1995) foi um explorador francês. Ele se formou na École centrale de Lyon.